# Objectif de Petzval

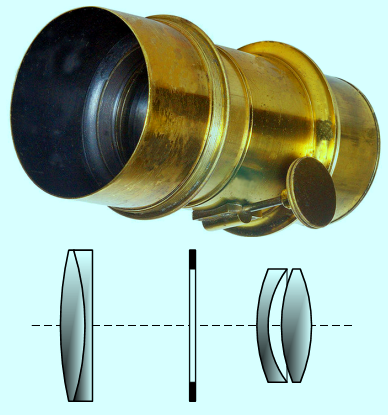
Objectif Petzval pour portrait.

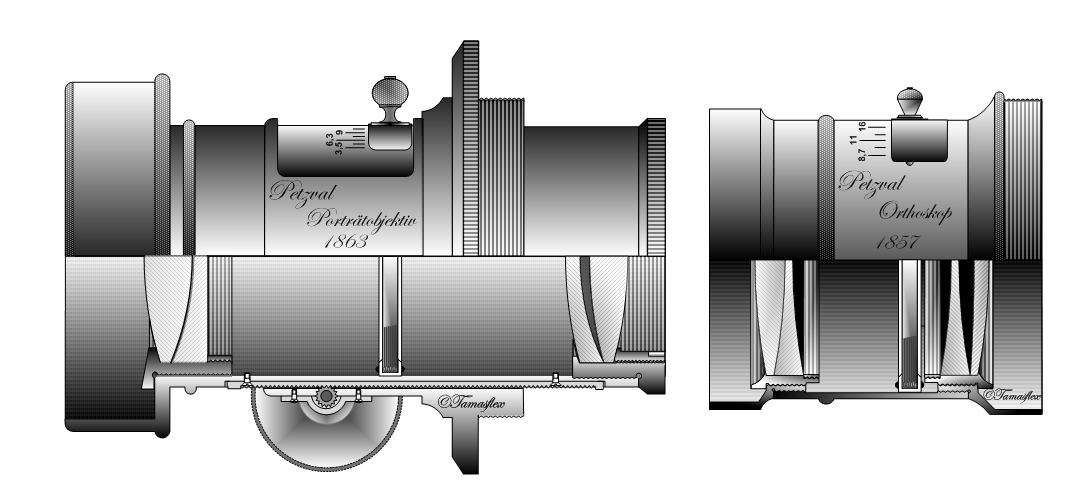
Objectifs de Petzval.

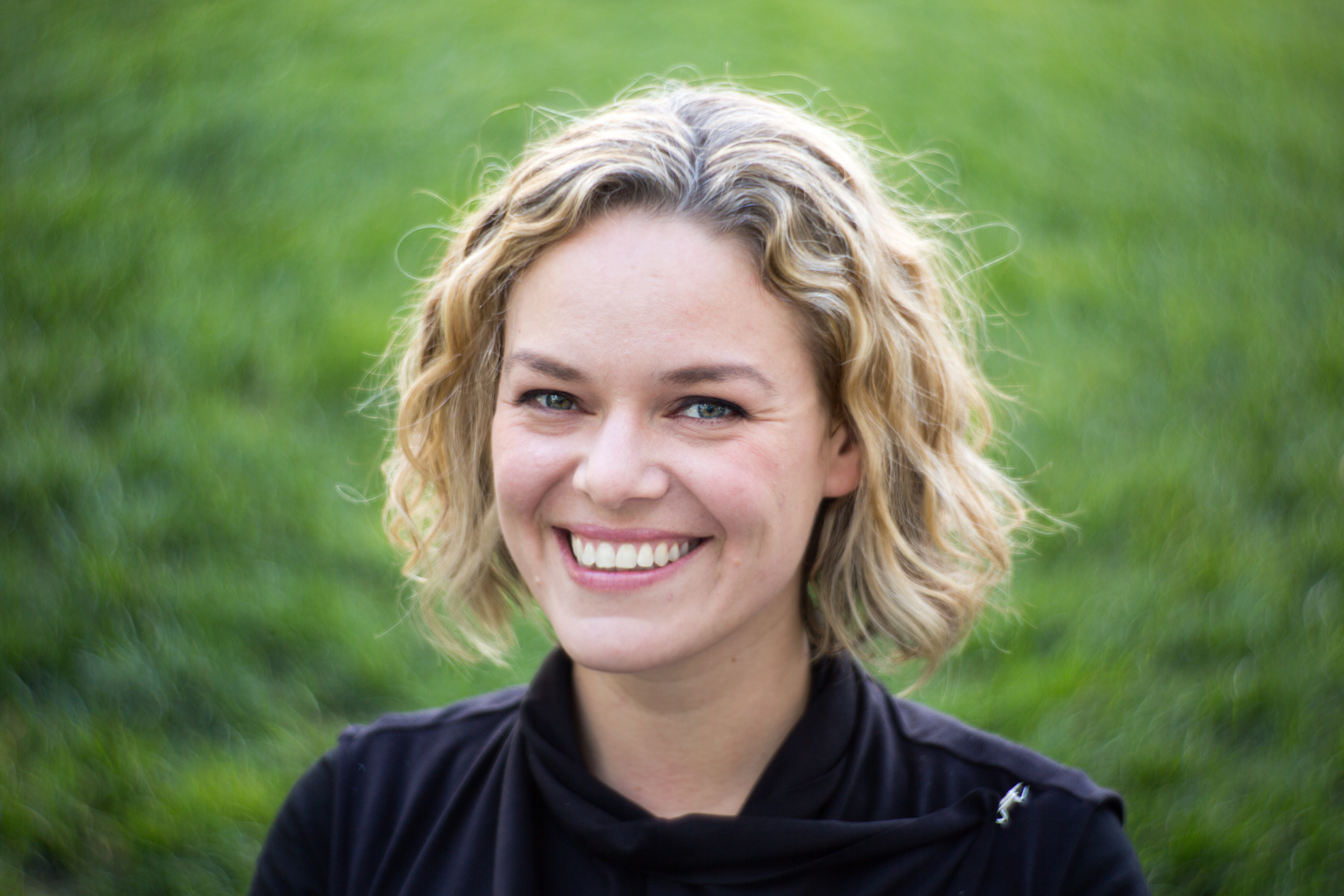
Un exemple d'un portrait photographique pris avec un objectif Lomography Petzval. Noter le bokeh.

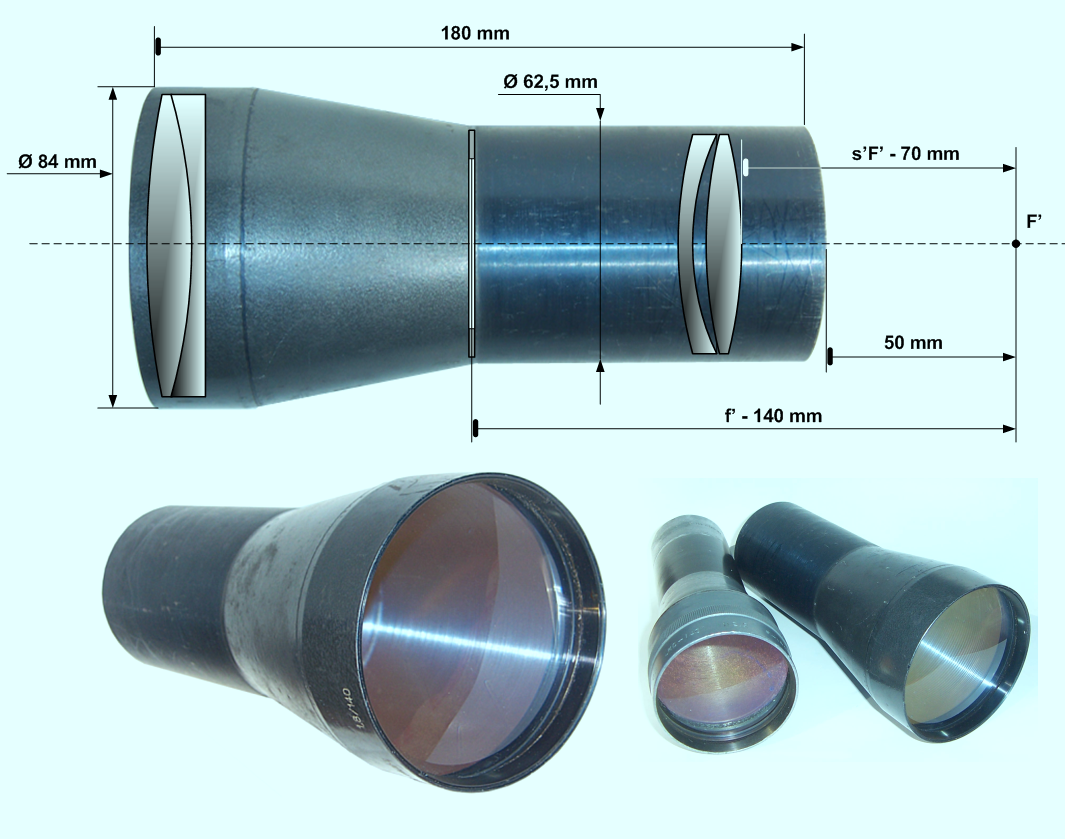
Objectif Petzval de projecteur cinématographique.

L'objectif de Petzval est un objectif photographique destiné au portrait développé en 1840 par Joseph Petzval. 
Il est constitué de deux doublets et d'un diaphragme placé entre les deux. La lentille frontale est bien corrigée des aberrations sphériques mais introduit du coma. Le second doublet corrige ce problème et la position du diaphragme corrige la majeure partie de l'astigmatisme. Cependant, ceci entraîne une courbure de champ supplémentaire et du vignettage. 
L'angle de champ total est donc restreint à environ 30 degrés. Une ouverture maximale de f/3,7 était réalisable, ce qui était beaucoup plus important que celle des autres objectifs de l'époque.
La rapidité de l'objectif était idéale pour le portrait photographique puisque le temps de pose pouvait être réduit.
Il est fabriqué aujourd'hui par Lomography, avec une monture Leitz à vis.